# ASUKA (プロレスラー)
ASUKA（アスカ、明日華、1981年9月26日 - ）は、WWEに所属するアメリカ在住の女性プロレスラー。本名は浦井 佳奈子（うらい かなこ）。大阪府大阪市出身。血液型O型。
2004年にメジャー女子プロレスAtoZでデビュー。健康問題もあり一時は引退するも、華名（かな）のリングネームで、NEO女子プロレス、SMASH、プロレスリングWAVEなどに参戦。渡米まで10年ほど日本の団体で活動した。
2015年に世界最大のプロレス団体WWEと契約。米国に拠点を移し、リングネームをASUKA（アスカ）に変更する。
入団から無敗でNXT女子王座を獲得すると、2017年5月にはWWE史上最長の連勝記録である174連勝を達成。最終的には2018年4月のレッスルマニア34でシャーロット・フレアーに破れるまで、入団から914日間無敗という記録を樹立した。

NXT女子王者在位510日という最長防衛記録を保持し、史上二人目の女子グランドスラム達成者、初代女子ロイヤルランブルの勝者でもある。プロレスリング・イラストレーテッド誌のランキング、PWI Women's 250では2017年に1位、2016年と2020年には3位を獲得。2021年にWWE公式が選定した"WWE史上最も偉大な女子レスラー50"では5位に選出されている。

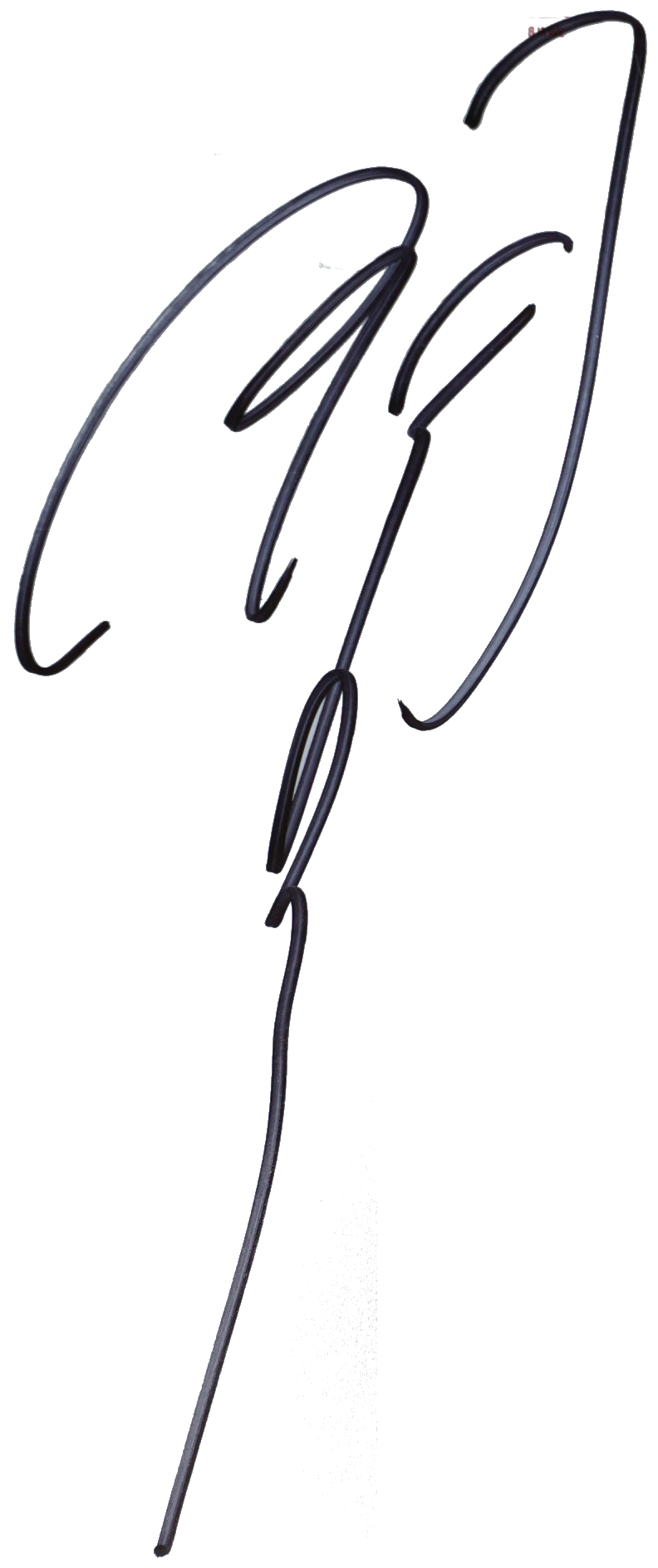
サイン

## 経歴（WWE入団以前）
大阪府大阪市出身で大阪国際滝井高等学校、大阪芸術大学短期大学部を卒業。

### メジャー女子プロレスAtoZ
- 2003年 - アルシオンに入門するが、1か月でメジャー女子プロレスAtoZに組織変更される[3]。
- 2004年
  - 6月16日、東京・後楽園ホールにおいて、対玲央奈（現：Leon）戦でデビュー。
  - 12月26日、全日本女子プロレスのザ・ベストタッグトーナメントで準優勝。パートナーは堀田祐美子。しかし、同日のつくば大会の西尾美香戦で左手首を骨折してしまう。
- 2005年
  - 5月4日、ジャガー横田戦で復活し、ダンプ松本、豊田真奈美、前川久美子等と激戦を繰り広げた。「AtoZは最高です!!」がキーワードであるAtoZの看板選手だった。
  - 10月10日の格闘美でタッグマッチで初来日のダーク・エンジェルにフォールを奪われる。
- 2006年
  - 3月19日、慢性腎炎による体調不良で引退。その後は前職であるデザインの仕事を再開し、デザインオフィス華名 を立ち上げ。以降、エンターブレインの発刊誌ファミ通Xbox360でゲーム記事を担当するライター業も行っている。

### 現役復帰
- 2007年

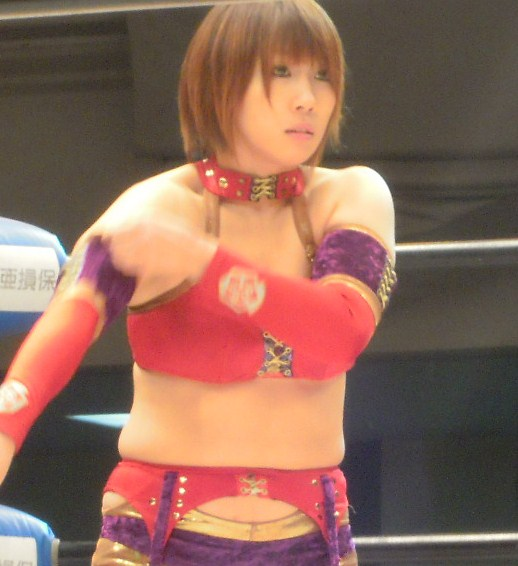
2010年12月

  - 8月4日、再びプロレスラーとして現役に復帰する意向を発表。
  - 9月22日、プロレスリングSUNのリングで高橋奈苗とのシングルマッチで復帰。
- 2008年
  - レギュラー参戦のNEO女子プロレスにおいて、高橋奈苗、夏樹☆たいよう、華名でトリオユニット『パッション・レッド』を結成。
  - 10月27日、格闘探偵団バトラーツ主催による女子版UWFを掲げた興行『女王バチ』のメインで、バトラーツ女子第一号の及川千尋との激戦を制し、女UWFの第一人者であるとアピール。
- 2009年
  - 7月1日、株式会社オフィス華名を設立し、代表取締役社長となった。
  - 8月2日、ドクター林「メディカルエンタテインメントショウ（内幸町ホール）」にて、復帰を発表。
  - 12月、オーナーとしてヘアーサロン「アナザーヘブン」を開店。

### フリー転向
- 2010年
  - 1月23日、『パッション・レッド』リーダー高橋奈苗との見解の相違を理由に、NEO新木場大会をもって『パッション・レッド』からの離脱を表明。その後、両者共シングル戦を希望していたが、NEO社長・甲田哲也は、「1%の信頼関係すらない状態では試合として成立しない」との判断から、試合を組まないとの決定を下した（代わりの相手には既にタッグ戦が決まってたさくらえみとなり、さくらは1興行2試合を戦う羽目に）。この影響で、高橋と共に出場予定だったセンダイガールズ主催「第2回戦場トーナメント」のエントリーも、「諸事情」を理由に取り消し、植松寿絵が代替出場。
  - 4月29日に初の自主興行「カナプロ」を開催。特別試合として藤波辰爾も参戦するなど男女の枠を越えた面子が集まった。
  - 6月19日、紫雷美央、紫雷イオとユニット「トリプルテイルズ」を結成。
  - 『週刊プロレス』8月18日号にて「華名のマニフェスト」を発表。女子レスラーとしては当時は異例とも言える表紙も飾った。
  - パッション・レッドを離脱して以降は、SMASH、プロレスリングWAVEを主戦場とするほか、ローカルインディー団体などにも継続してスポット参戦を続ける。大分のプロレスリングFTOにはリングネーム「スカルリーパー嘩那」として参戦。また、不定期ながら全日本プロレスにも参戦。
- 2011年
  - 1月10日、2度目の自主興行「カナプロ2」開催。
  - 7月24日、WAVEのシングルリーグ戦「Catch the WAVE」決勝戦で大畠美咲を降し初優勝。
  - 9月8日、SMASH.21にて元WWEディーヴァのセリーナを降し、自身初のシングル王座となる初代SMASHディーバ王座を獲得。これ以降「世界の華名」を自称するようになる。
  - 9月24日、3度目の自主興行「カナプロ3」を京都で開催。
  - 10月1日 ～ 9日、アメリカ遠征。SHIMMER・チカラに参戦する。
  - 11月5日、格闘探偵団バトラーツ解散興行に参戦。雫あき（現：雫有希）とシングル。
  - 11月30日、栗原あゆみとのタッグで「DUAL SHOCK WAVE 2011」優勝。同時にWAVE認定タッグ王座獲得。
- 2012年
  - 4月5日、TAJIRI以下元SMASH所属選手、レフェリー、練習生が立ち上げた新団体「WNC」に入団することが発表される。
  - 4月12日、アイスリボン後楽園大会で志田光とシングルを戦うことが発表される。
  - 4月25日、前哨戦として道場マッチ参戦。アイスリボンへの参戦は2009年6月24日以来約3年ぶり。
  - 11月9日、真琴とともに「まこかなプロ」開催。
  - 11月27日、WAVE・AAA合同後楽園大会で遺恨が勃発していた桜花由美をシングルで倒し「WAVEのエース」を宣言。
  - 11月28日、WNC後楽園大会でのWNC女子王座決定トーナメントで野崎渚に敗れ、試合後、WNC退団を発表[4]。
- 2013年
  - 8月18日、AtoZ時代の後輩、中島安里紗が持つJWP認定無差別級王座に挑戦し、奪取に成功。日本人エネミーの同王者は豊田真奈美、高橋奈苗、さくらえみに続き4人目。
  - 10月30日、WAVE後楽園ホール大会にて同団体初の生え抜き新人卜部夏紀（現：夏すみれ）のデビュー戦の相手となり勝利[5]。
- 11月4日、大阪府立体育会館第二競技場で開催されたGAMILIBRE・6にてOSAKA女子プロレスの新人山下りなのデビュー戦の相手となり勝利[6]。
- 2014年
  - 2月25日、後楽園ホールで自身の主催興行「カナプロマニア」を開催しメインで里村明衣子と対戦し金原弘光から教わったというノゲイラチョークでレフェリーストップ勝ちを収める。
  - 4月7日の記者会見で、落語家の立川志ら乃に一番弟子として弟子入り。
  - 6月16日、後楽園ホールで「カナプロマニア:リーチ」を開催し、メインで丸藤正道と組み、里村明衣子＆鈴木みのると対戦した。
  - 8月10日、REINA新宿大会にてタッグマッチでWNC退団以来約1年9ヶ月ぶりに朱里と遭遇（パートナーはアレックス・リー、朱里のパートナーは真琴）、真琴から変形式ゾンビ固めでギブアップを奪い、試合後も朱里とやり合う[7]。
  - 8月30日、REINA後楽園大会に来場し、エンディングでREINAコンサルタント就任を勝手に発表する[8]。
  - 9月7日、WAVE新木場大会で、当時REINAに所属していた小林香萌からパートナーに指名され「DUAL SHOCK WAVE 2014」にエントリー[9]。
  - 10月7日、後楽園ホールで「カナプロマニア:パーティー」を開催し、メインで鈴木みのると組み、藤原喜明＆朱里と対戦した。
  - 11月20日、REINA新木場大会でREINA世界タッグ王座獲得（パートナーは中島安里紗）。
  - 12月26日、REINA後楽園大会で朱里を降しREINA世界女子王座獲得。
- 2015年
  - 2月25日、カナプロマニア：アドバンスにて一番弟子である小波のデビュー戦の相手となる。メインにも出場するが朱里と志田光のタッグに敗れ、REINA世界タッグ王座を失う。
  - 5月27日、後楽園ホールで「カナプロマニア:デザイア」を開催し、メインで百田光雄・グレート小鹿と組み、越中詩郎＆グラン浜田＆藤原喜明と対戦した。
  - 9月15日、最後の自主興行となる「カナプロマニア：パルス」を開催し、メインで朱里・志田光と組み、中島安里紗＆水波綾＆山下りなと対戦した。
  - 7月、プロレス関連の活動を無期限休止を発表。プロレス以外の活動は継続。弟子の小波と師弟の関係を解除。なお、小波は2015年10月よりREINA所属になる。

## 経歴（WWE入団後）
NXT時代
2015年9月8日にWWEと契約したことを発表。リングネームは"ASUKA "に変更された。10月7日のNXTの特番、Takeover RespectにてWWEデビュー。デイナ・ブルックに勝利する。その際、解説者にはNXT史上最も大物の選手と紹介される。
早くも2016年4月1日にはNXT Takeover DallasにてNXT女子王者ベイリーに挑戦。スピンキックからダブルアーム・スープレックス、腕ひしぎ十字固め、最後はフィニッシャーであるアスカロックを極めて勝利。ASUKAはNXTデビュー後は無敗のまま、連勝記録、最短記録で日本人初のNXT女子王座を獲得した。
6月8日、NXT Takeover The Endにてナイア・ジャックスと対戦。ナイアのパワーに苦戦するが関節技と蹴り技で試合を組み立て、最後にはハイキックからミドルキックを決めて勝利。王座を防衛した。7月1日には東京両国国技館で行われたハウスショーにNXT女子王者として凱旋。1日目はナタリア相手に防衛戦を行い凱旋勝利 し、翌2日もベッキー・リンチの挑戦を退けた。
8月の特番NXT TakeOver Brooklyn IIでは前王者ベイリー、11月19日にはNXT Takeover Torontoにてミッキー・ジェームスの挑戦を受けたが、いずれも勝利し王座を防衛した。
2017年～
2017年に入ってもNXT女子王者の防衛ロードは続き、1月の特番Takeover San Antonioではニッキー・クロス、ペイトン・ロイス、ビリー・ケイとの4way戦に勝利、5月20日のTakeover Chicagoではニッキー・クロス、ルビー・ライオットの3way戦で2人まとめてフォールして勝利するなど、圧倒的な強さを見せた。また、この日の勝利にともない、WWE入団以来の連勝記録が174勝に到達し、ゴールドバーグの持つ173連勝を抜きWWE史上最長記録を達成した。
6月28日にはWWE史上初の女子版ラストマン・スタンディング・マッチ『ラストウーマン・スタンディング・マッチ』を、ニッキー・クロス相手にNXT女子王座戦として披露。
8月14日にはNXT女子王座連続保持日数が500日を超える。WWE女子選手のタイトル連続保持日数記録はWWF時代にロッキン・ロビンがWWF女子王座を503日連続保持したのが最高であった。男子選手含めてもハルク・ホーガン、ボブ・バックランド、ブルーノ・サンマルチノまで遡る記録となる。
8月19日、NXT TakeOver: Brooklyn IIIにてエンバー・ムーンと対戦しタイトル防衛。しかし試合後に右鎖骨骨折が判明。復帰までに6〜8週間の加療を要することが発表された。
8月24日、NXT女子王座のベルトを返上と同番組の卒業を発表。9月6日の放送のラストで卒業式が行われる。
メインロースター昇格後
10月22日のTLC 2017にてエマを相手にメインロースターデビューを勝利で飾ると、翌月11月27日にはデイナ・ブルック戦でWWE史上最速となる5秒でのギブアップ勝ちを記録.
2018年1月には初開催された女子ロイヤルランブルマッチで優勝すると、その年のレッスルマニア34にてWWEスマックダウン女子王座を保持するシャーロット・フレアーに挑戦。最後にスピアーからフィギュア・エイトへと繋げられギブアップ。NXTからWWEを通じた267連勝、及び無敗記録も914日でストップとなった。
12月16日のTLC 2018にてWWEスマックダウン女子王座を保持するベッキー・リンチ、シャーロット・フレアーと3way形式によるTLCマッチで挑戦。終盤にラダー上でシャーロットとベッキーのベルトの奪い合いになっていたところに、ロンダ・ラウジーが乱入。ラダーを倒して二人を一掃し、結果としてアシストを受けた形となり、ベルトを奪取。日本人女子レスラーとしてWWF時代を含めてブル中野以来24年ぶり史上2人目となる(メインロースターの）女子王座のタイトルを獲得した。しかし、3月26日のスマックダウンで無敗記録をストップしたシャーロット・フレアに再度敗北し、王座陥落した。
2019年の5月頃からは、カイリ・セインとのタッグチーム、ザ・カブキ・ウォリアーズ（The Kabuki Warriors）としての活動が増え、8月の挑戦では王座を逃したものの、10月6日の特番ヘル・イン・ア・セル2019にて、アレクサ・ブリス、ニッキー・クロス組を破り、WWE女子タッグ王座を初戴冠した。
Raw女子王座を獲得すればグランドスラム達成となるASUKAは、2020年に入り王者ベッキー・リンチに挑戦する機会を得るが、2度とも戴冠を逃す。レッスルマニア36では前王者アレクサ・ブリス、ニッキー・クロス組に破れ、女子タッグ王座も手放すが、新型コロナウイルスの流行による無観客試合を逆手にとり、WWE本社の入り口からスタートし戦いながら屋上を目指すという変則的なマネー・イン・ザ・バンク戦で見事アタッシュケースを獲得した。
本来はアタッシュケースの中には王者挑戦を可能とする権利証が含まれているが、直後のRawで女子王者ベッキー・リンチが自身の妊娠を発表し王者返上。アタッシュケースの中にあるのは権利証ではなくRaw女子王座そのものであり、実はマネー・イン・ザ・バンク戦が実質的な王座であったと告白する。ASUKAはベッキーを祝福し、その過程で自身もフェイス・ターンした。また王座獲得によりASUKAは史上2人目の女子グランドスラム達成者となった
ベビーフェイスとなったASUKAは、ナイア・ジャックス、及び因縁あるシャーロット・フレアーにも勝利し王座を防衛するが、2020年７月頃にはヒールであるベイリーおよびサーシャ・バンクスとの抗争にはいる。7月のエクストリーム・ルールズ2020ではサーシャの挑戦を受けるが不透明決着によりノー・コンテストとなると、翌日のRawで、カウントアウト負けの場合であっても王座が移動するという特殊ルールでリマッチが行われた。この試合中にタッグ・パートナーのカイリがベイリーに襲撃され、ASUKAは自身のタイトルとカイリのどちらかを選択することを迫られるが、後者を選択しカイリの救出に向かったASUKAはカウントアウト負けにより王座陥落した。また、カイリもこの日を最後にWWEから退団した。
しかし8月のサマースラム2020において、Smackdown女子王者のベイリー、およびRaw女子王者のサーシャ・バンクスの両者に同じ日に挑む権利を得たASUKAは、ベイリーには敗れたもののサーシャに勝利しRaw女子王座を奪還した。
2024年4月、レッスルマニア40ではダメージ・コントロール(ASUKA、カイリ・セイン、ダコタ・カイ)組として、ジェイド・カーギル、ビアンカ・ベレア、ナオミ組と対戦するも、敗れている。
2025年6月28日に行われたWWEナイト・オブ・チャンピオンズでクイーン・オブ・ザ・リング決勝でジェイド・カーギルに敗れる。

## 得意技

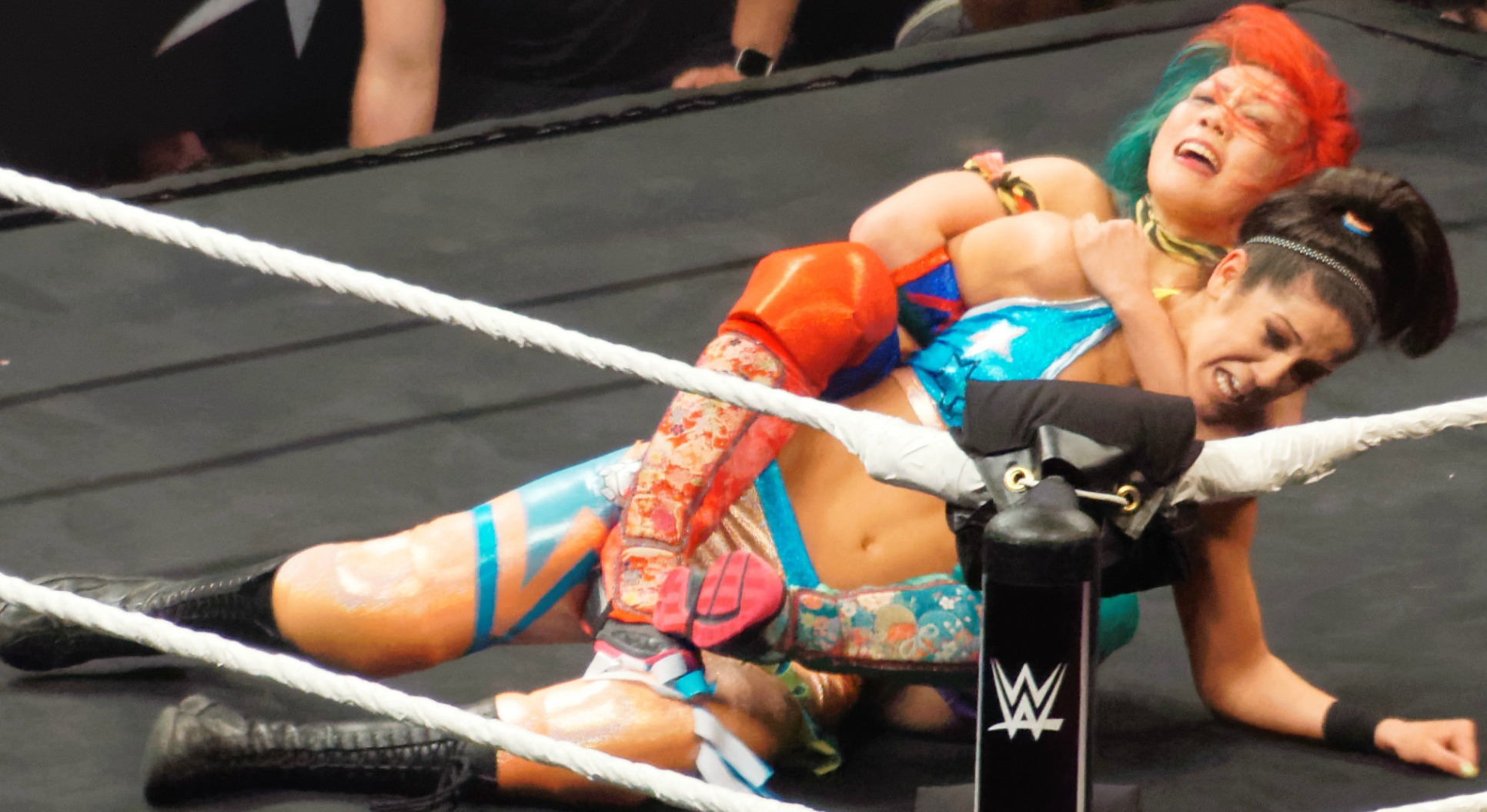
アスカロック

WWEでは、目の下に緑のペイントをしてコミカルなダンスで相手をからかったり、マイクアピールでは汚い大阪弁でなじるギミックを特徴 とする。決め台詞は「No One Is Ready for ASUKA!（誰もASUKAを倒すことはできない！）」

### フィニッシュ・ホールド
アスカロック（旧称：カナロック）
グランドチキンウィング胴締めスリーパー
背後から相手の片腕をチキンウィングで捕らえ、そのままグラウンドに移行し、胴締め式で締め上げる変型スリーパー・ホールド。
日本では「カナロック」 、WWE所属後に「アスカロック」の改名。で使用。以後、絶対的フィニッシャーとしてWWE女子戦線で猛威を振るう。バリエーションも豊富。ダブル・チキンウイングから開脚式シットダウンで臀部を打ちつけてから移行するタイプも使用。
スピンキック
スピンキックは、NXTにおいてフィニッシャーとして使用される。

### 打撃技
エルボー
バックハンド・チョップ
張り手
バックハンドブロー
ロシアンフック
ロシアンフックとバックハンドブローのコンビネーションを使用。
ドロップキック
低空ドロップキック
延髄斬り
バズソーキック
仰向けになった相手の上半身を起こして相手の左側頭部を強烈な右ミドルキックを打ち込み振り抜いた右足の甲で相手の頭部を蹴り飛ばす技。
ポップアップ・ニー・ストライク
走り込んできた相手に対し、アームドラッグの体勢で左脇下に右手を差し込んで軽く宙に担ぎ上げ、同時に左膝を振り上げ、相手の顔面をカチ上げる打撃技。
1軍昇格後に使用し始めた、ASUKAの繋ぎ技の1つ。
各種蹴り技
ローキック、ミドルキック、ハイキック、ローリング・ソバット
ジャンピング・ヒップアタック
かつてはビリケンという名称であった。
ヒップバット
座った状態でダウンまたは片膝や四つん這い状態の相手の頭めがけて、エルボーバット時のように体を振りかぶって臀部を激しく打ちつける（相手の髪や頭をつかんで決行する場合もある）。

### 関節技、締め技
腕固め
腋固め
クロス・アームバー
膝十字固めと複合させて決める時もある。
ニーバー
アンクルロック
クロスヒールホールド
オモプラッタ
スリーパーホールド
通常のスリーパーホールド、胴締め式スリーパーホールドの２種類を使用。
三角絞め
ノゲイラチョーク
変形ゾンビ固め
足をクラッチ状態でのキャメルクラッチ。NXT以降使用していない。
カナブン
グランドでのドラゴンスリーパー。NXT以降使用していない。

### 投げ技
スープレックス
スナップ・スープレックス
スーパープレックス
ダブルアーム・スープレックス
リバースDDT
DDT
ジャーマンスープレックス

### 反則技
グリーンミスト

## 入場テーマ曲
- You Can't Hide - 現在使用中
- Warriors
- The Future
- 華ノ路 - オリジナル楽曲（トリプル・テイルズ.S『Sadism』収録）。
- 太陽は昇る  - ゲームミュージック『大神』より。
- 情熱浪漫乙女 - オリジナル楽曲。復帰後のテーマ曲として使用。
- 檄!帝国華撃団 - ゲームミュージック『サクラ大戦』より。

## タイトル歴
WWE
- 第5代NXT女子王座
- 第16、18、25代WWE・ロウ女子王座
- 第11代WWE・スマックダウン女子王座

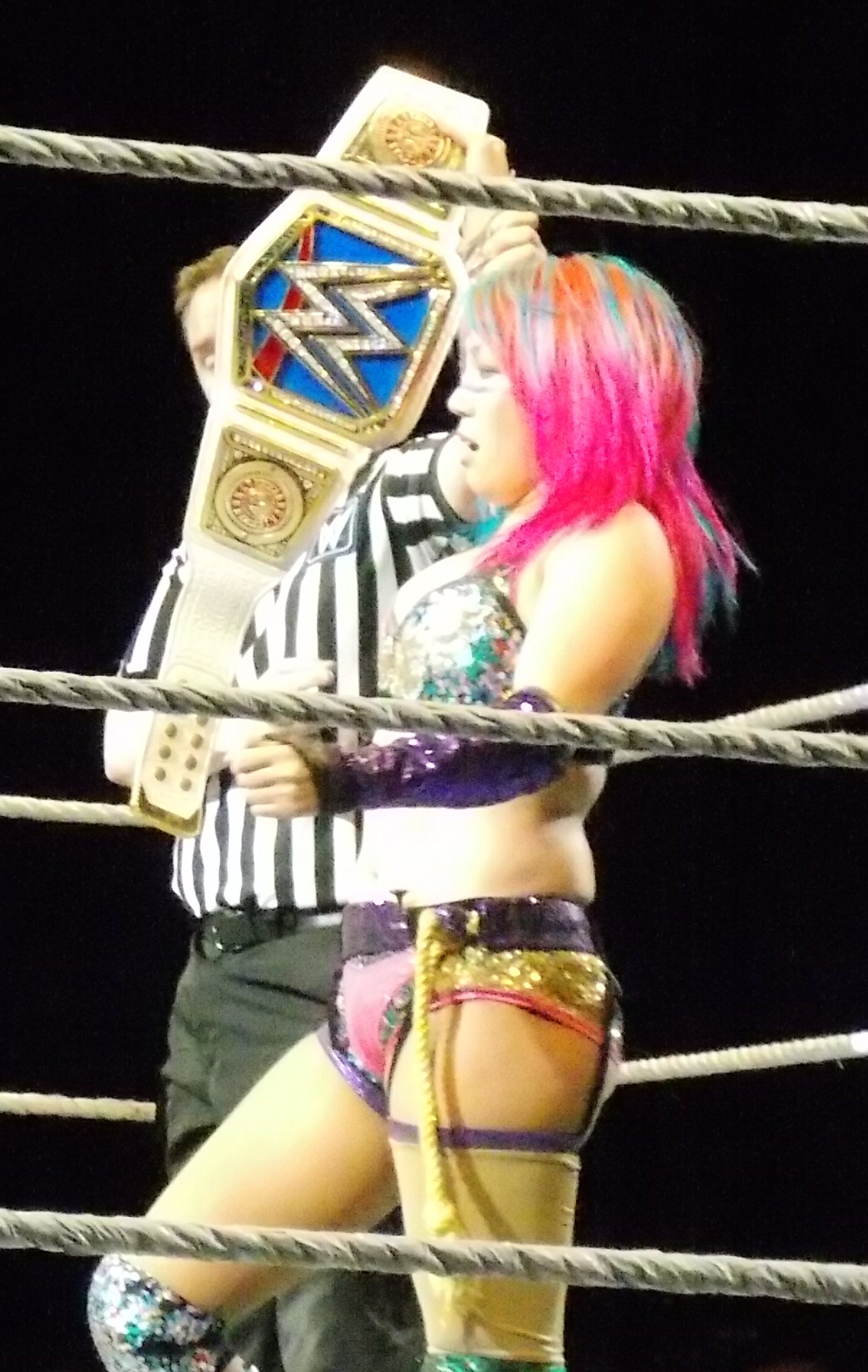
WWE・スマックダウン女子王座2019

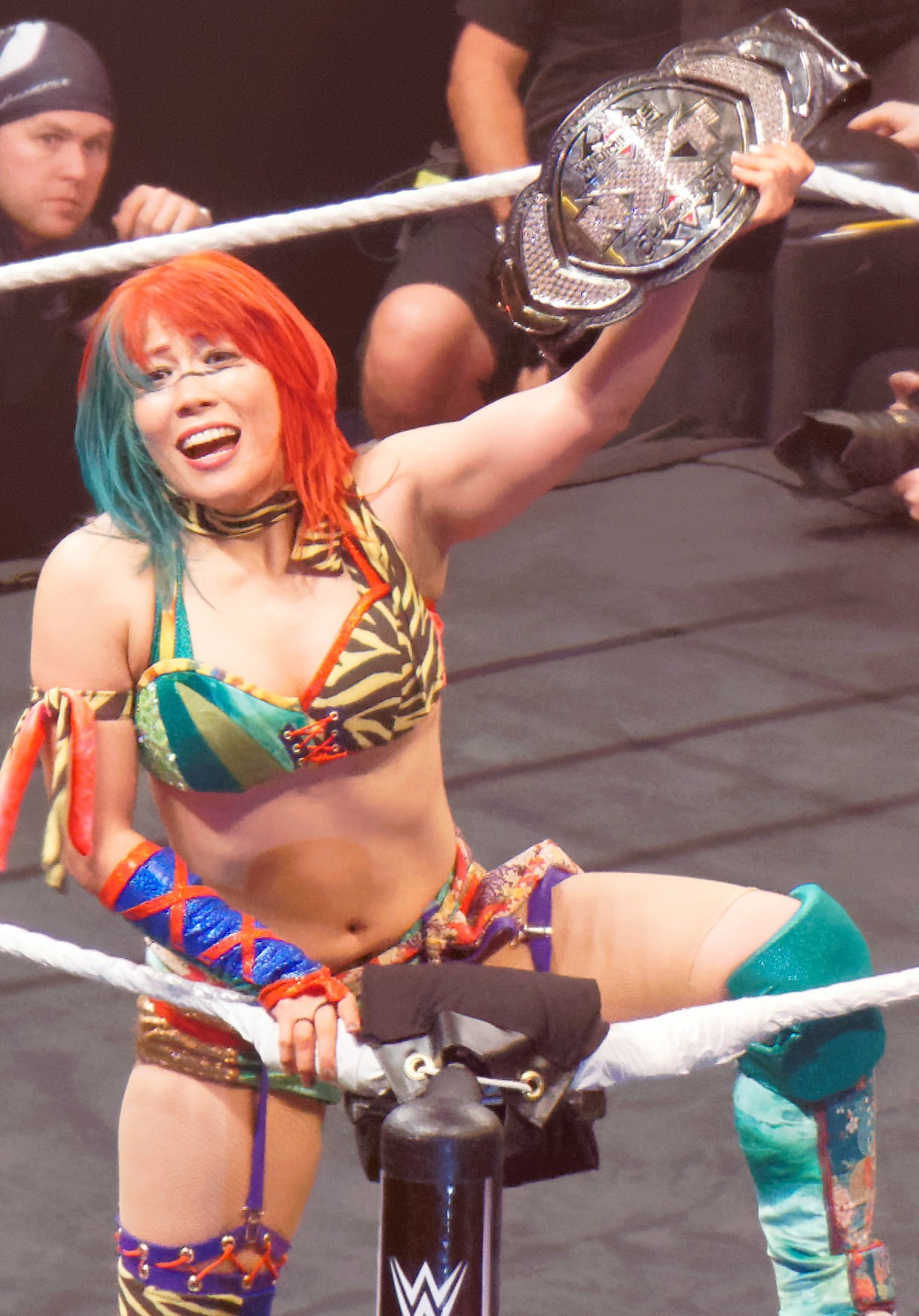
NXT女子王座のチャンピオンベルトを掲げるASUKA

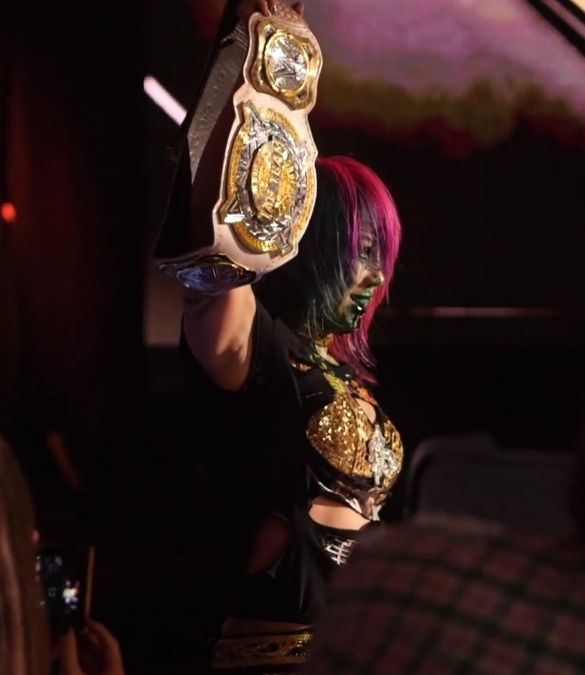
WWE女子タッグ王座

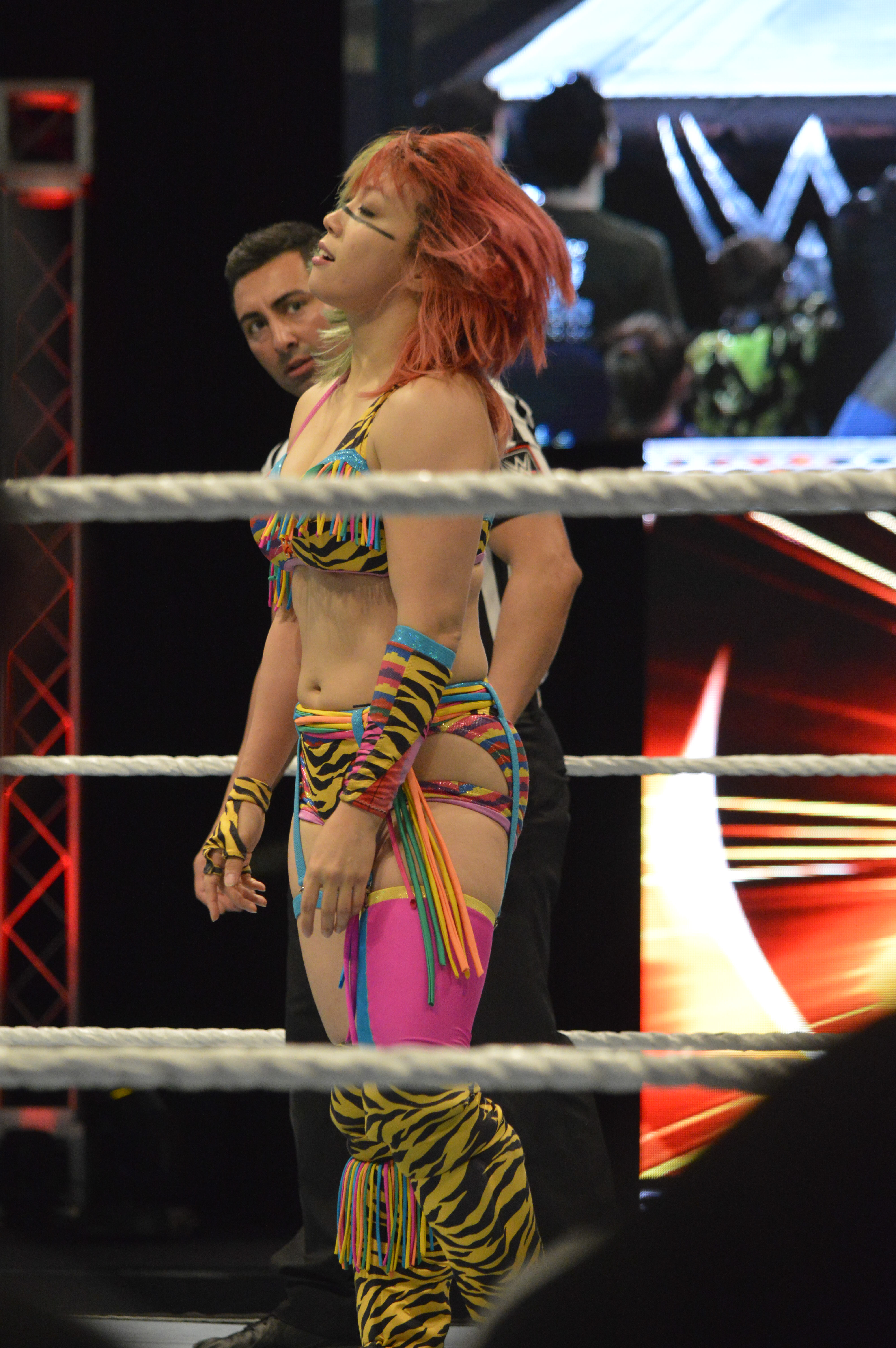
NXT時代

- 第4、8、16、24代WWE女子タッグ王座

w / カイリ・セイン
w / シャーロット・フレアー
w / アレクサ・ブリス
- ロイヤルランブル 優勝（2018年）
- ミックスド・マッチ・チャレンジ 優勝（2018年）

w / ザ・ミズ
- Ms.マネー・イン・ザ・バンク 優勝（2020年）
- 2016年 NXT年間最優秀女子選手
- グランドスラム（女子）達成

NEO女子プロレス
- 第11代NEO認定タッグ王座

w / 高橋奈苗
SMASH
- 初代SMASHディーバ王座

プロレスリングWAVE
- 初代WAVE認定タッグ王座

w / 栗原あゆみ
- Catch the WAVE 優勝（2011年）
- DUAL SHOCK WAVE 優勝（2011年）

w / 栗原あゆみ
DDTプロレスリング
- 第896、898、900、902、904代アイアンマンヘビーメタル級王座

JWP女子プロレス
- 第22代JWP認定無差別級王座

REINA女子プロレス
- 第3代REINA世界王座
- 第16代REINA世界タッグ王座

w / 中島安里紗

## 映像作品
- マニュフェスト（2011年12月23日）（グラッソ）
- Sadistic Tails（2012年10月31日）（グラッソ）
- マニュフェストⅡ（2012年12月28日）（グラッソ）

## その他
- レスラーだけではなく、イラストレーター、ウェブデザイナー、ゲームライター、実業家、落語家前座としての活動歴も持つ。
- 日本ではレガース着用開始以降、リングシューズは履かず素足で試合をする。
- バーチャファイター5にて、ヴァネッサなど多くのキャラクターのモーションキャプチャーを担当した[34]。
- 人気ゲーム、Fall Guysにスキンとして登場した。
- 以前ライターをやっていた事もあり、ゲームを趣味としている。家庭用だけでなくアーケードゲームも対象で、所持している基板は500枚を超えているという。2025年には閉店する京都の有名ゲームセンター「a-cho」から10枚程度基板を購入したと明らかにしている。その中にはニュースにもなった怒首領蜂最大往生のALL-陰が記録されている基板も含まれていて、今後横浜のゲームセンターに貸し出して稼働させるとのこと。